# Fresnoy-en-Gohelle
Fresnoy-en-Gohelle település Franciaországban, Pas-de-Calais megyében. Lakosainak száma 234 fő (2022. január 1.). Fresnoy-en-Gohelle Bois-Bernard, Neuvireuil, Oppy, Acheville és Arleux-en-Gohelle községekkel határos.

## Népesség
A település népességének változása:
| Lakosok száma | 238  | 220  | 222  | 214  | 221  | 228  | 235  | 234  | 234  |
|               | 2013 | 2015 | 2016 | 2017 | 2018 | 2019 | 2020 | 2021 | 2022 |